# Ursula Marvin
Ursula Bailey Marvin (Bradford, 20 agosto 1921 – Concord, 12 febbraio 2018) è stata una geologa, mineralogista e autrice di storia della scienza statunitense che ha lavorato per lo Smithsonian Astrophysical Observatory. Il Marvin Nunatak dell'Antartide è chiamato in suo onore così come l'asteroide 4309 Marvin.

## Biografia
Marvin nacque a Bradford, nel Vermont il 20 agosto 1921, e passò l'infanzia vicino alle White Mountains del New Hampshire, dove, come ricordava nel 1997, i tramonti "brillavano di un bagliore rosa-viola". Il posto la fece innamorare della vita all'aria aperta, ma non le suscitò dall'inizio l'interesse per la geologia. Per raggiungere i requisiti scientifici necessari durante i suoi studi di storia alla Università Tufts, seguì un corso di geologia e si appassionò al soggetto. Chiese al suo professore di geologia di cambiare specializzazione in geologia, ma lui si rifiutò, dicendo che avrebbe dovuto imparare a cucinare. A questo punto, Marvin aggiunse corsi di geologia, matematica e fisica al suo programma, laureandosi in storia nel 1943. In seguito frequentò la Harvard University-Radcliffe, conseguendo un master in geologia nel 1946.

## Carriera e ricerca

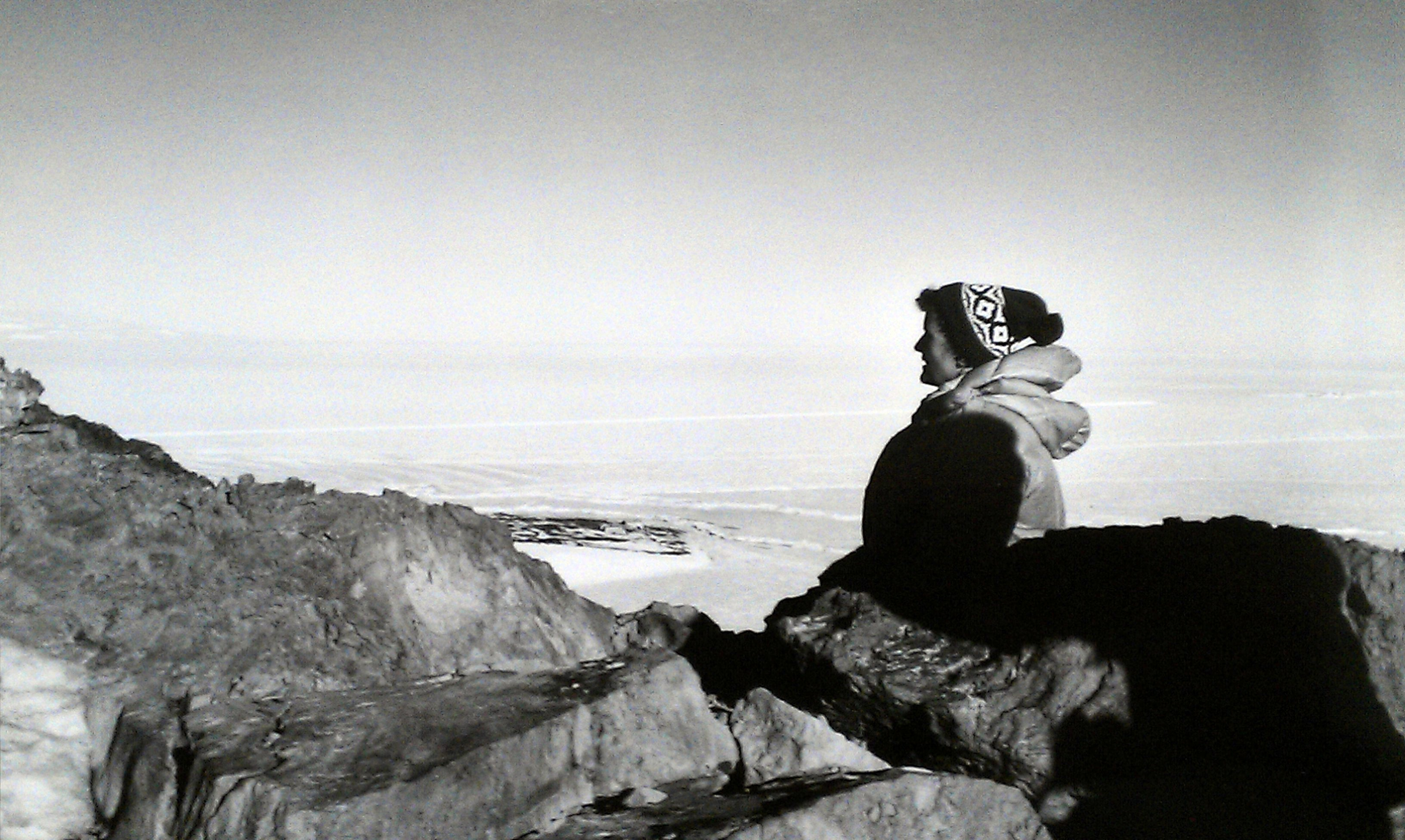
Ursula B. Marvin in Antartide

Dopo la seconda guerra mondiale, si trasferì a Chicago per diventare ricercatrice associata presso l'università. Mentre otteneva il dottorato in geologia ad Harvard, lavorò al fianco del suo secondo marito, Thomas Crockett Marvin (28 giugno 1916 - 1 luglio 2012) - che aveva sposato nel 1952 - alla ricerca di depositi di minerali in Brasile e Angola a partire dal 1953. Dopo il ritorno negli Stati Uniti nel 1958, insegnò per due anni mineralogia alla Tufts University, prima che le fosse offerto un lavoro alla ricerca di meteoriti ad Harvard. Venne nominata per una posizione di personale di ricerca permanente presso lo Smithsonian Astrophysical Observatory nel 1961, ricevendo un dottorato di ricerca in geologia da Harvard nel 1969.
È autrice del libro del 1973 Continental Drift: Evolution of a Concept e autrice di oltre 160 articoli di ricerca. I suoi contributi chiave nella scienza planetaria si concentrarono sugli studi di meteoriti e campioni lunari. Nelle sue pubblicazioni è inclusa l'analisi dei prodotti di ossidazione dello Sputnik 4 per determinare l'alterazione mineralogica nel tempo di esposizione, con applicazioni a meteoriti ferrosi. Partecipò in numerosi studi di campioni restituiti dai programmi lunari americani e russi, comprese le missioni Apollo 12, Apollo 15, Apollo 16, Luna 16 e Luna 20.
Viaggiò in Antartide per tre delle prime indagini ANSMET e analizzò il primo meteorite lunare, Allan Hills A81005, la prima donna del team americano a condurre ricerche lì. Per onorare i suoi contributi alla ricerca in Antartide, venne intitolato a lei una piccola montagna sulla calotta glaciale, il Marvin Nunatak.
Fu nominata trustee presso la Tufts University dal 1975 al 1985.

## Premi e riconoscimenti
- 1997, Lifetime Achievement Award da parte di Women in Science and Engineering (WISE)[18]
- 1986, History of Geology Award, Geological Society of America
- 2005, Sue Tyler Friedman Medal[19]
- 2012, Service Award, Meteoritical Society[20], in parte per il suo lavoro di registrazione della storia orale dei meteoritici[6][21]
- Marvin Nunatak nell'Antartide è intitolato in suo onore
- L'asteroide 4309 Marvin è intitolato a lei